# Gianluca Morozzi
Gianluca Morozzi (né le 11 mars 1971) est un écrivain et scénariste de bande dessinée italien.

## Récompense
- 2007 : Prix Micheluzzi du meilleur roman graphique pour Pandemonio (avec Squaz)